# Mistrzostwa Trynidadu i Tobago w Lekkoatletyce 2010
Mistrzostwa Trynidadu i Tobago w Lekkoatletyce 2010 – zawody lekkoatletyczne, które odbyły się w stolicy kraju – Port-of-Spain – pomiędzy 25 i 27 czerwca.

## Rezultaty

### Mężczyźni
| Konkurencja:                  | 1. miejsce       | Rezultat   |
| Bieg na 100 m                 | Richard Thompson | 10.01 SB   |
| Bieg na 200 m                 | Richard Thompson | 20.37 SB   |
| Bieg na 400 m                 | Zwede Hewitt     | 46.26      |
| Bieg na 800 m                 | Gavyn Nero       | 1:51.09    |
| Bieg na 1500 m                | Gavyn Nero       | 3:54.57    |
| Bieg na 110 m przez płotki    | Mikel Thomas     | 13.94      |
| Bieg na 400 m przez płotki    | Jehue Gordon     | 49.96      |
| Bieg na 3000 m z przeszkodami | Reuben Chebon    | 8:46.43 PB |
| Skok wzwyż                    | James Grayman    | 2.15 SB    |
| Skok o tyczce                 | Ben Allen        | 5.30 SB    |
| Trójskok                      | Chris Hercules   | 15.99w     |

### Kobiety
| Konkurencja:               | 1. miejsce            | Rezultat |
| Bieg na 100 m              | Kelly-Ann Baptiste    | 10.98 SB |
| Bieg na 400 m              | Janeil Bellille       | 53.99 SB |
| Bieg na 800 m              | Melissa DeLeon        | 2:05.36  |
| Bieg na 1500 m             | Pilar McShine         | 4:22.99  |
| Bieg na 100 m przez płotki | Aleesha Barber        | 13.66    |
| Bieg na 400 m przez płotki | Janeil Bellille       | 57.77    |
| Skok w dal                 | Rhonda Watkins        | 6.69w    |
| Trójskok                   | Ayanna Alexander      | 13.30    |
| Pchnięcie kulą             | Cleopatra Borel-Brown | 18.04    |
| Rzut dyskiem               | Annie Alexander       | 53.03    |